# Verão (canção)
Verão foi a canção que representou a televisão pública portuguesa RTP no Festival Eurovisão da Canção 1968. Foi interpretada em português por  Carlos Mendes. Foi a primeira canção a ser interpretada na noite do festival, antes da canção Países Baixos "Morgen", interpretada por Ronnie Tober. Terminou a competição em 11.º lugar (entre 17 participantes), obtendo um total de 5 pontos.
A canção é de José Alberto Diogo e Pedro Vaz Osório.

## Letra
A canção é de estilo "chanson", popular naquela época. Mendes canta sobre os seus sentimentos no final de um verão, que ele descreve como "um sonho que terminou". Contudo, diz que irá sempre voltar, um pensamento que parece alegrá-lo. "Que o Verão há-de voltar"